# Bileams Åsna
Bileams Åsna var en kristen musikgrupp (rockmusik) i Sverige, aktiv  under 1970- och 80-talen. Det stockholmsbaserade bandet med en 3-4 man stark blåssektion spelade en blandning av rock, pop och jazz.

## Historia
I början och mitten av 1970-talet handlade mycket i det svenska samhället om alternativ. Alternativ jul, alternativ stad, alternativt liv, gröna vågen, alternativ musik och alternativ melodifestival. I Ebeneserkyrkan föddes tanken om "Alternativ Lucia", en drogfri musikfest kvällen-natten före Lucia. Rätt snart kom man fram till att man ville ha ett nytt band. Bileams Åsna gjorde sin första spelning den 12 december 1977 i Frälsningsarmens 7:e kårs lokal på Hornsgatan i Stockholm (Ebeneserkyrkan var under renovering).
År 1979 öppnade Musikkafé Blecktornet i Ebeneserkyrkan på Blecktornsgränd 13 vid Mariatorget i Stockholm. Bileams var under många år husband, och Blecktornet blev något av en institution i det kristna musik-Sverige, och blev en inspirationskälla för musikkaféerna i många kyrkor i Sverige.

## Skivor
Första skivan spelades in på skivbolaget Cantio 1982 med Tomas Ernvik som producent. Turnerandet ökade i intensitet med spelningar i Norden och Holland. Singeln Saab Turbo släpptes 1983. Andra skivan, Stjärnfall, kom 1985. Producent var Backa-Hans Eriksson, och skivan gav ytterligare möjligheter till större och fler spelningar, bland annat på Scandinavium 1987.

## Turnéer
Efter 12 års turnerande hade Bileams Åsna sin avskedskonsert på Svalkans sommargård i Stockholm 1989. Pausen varade till 2012 då bandet bestämde sig för att återuppstå.

## Medlemmar
Nuvarande medlemmar
- Lasse Petersson – basgitarr (2021-idag)
- Leif "Plexon" Almebäck – sång, gitarr (1977–1987, 2012–idag)
- Filip Kvissberg – trummor (1977–1989, 2012–idag)
- Peter Fagerström – gitarr (1979–1989, 2012–idag)
- Arne Dahl – ljus (1981–1989, 2012–idag)
- Per Bejstam – trumpet (1983–1989, 2012–idag)
- Ulf Bejstam – saxofon (1984-1989, 2012–idag)
- Torbjörn Hedberg – keyboard (1985–1989, 2012–idag)
- Pär Gunnar Sundin – sång (1987–1989, 2012–idag)
- Micael Winterqvist – keyboard (1979–1985, 2012-idag)

Tidigare medlemmar
- Matz Öhlen – basgitarr, sång (1977–1989, 2012–2017)
- Anders Wiborg – trombon (1983–1989)
- Kenth Jonsson – trumpet (1977–1983)
- Lars-Åke Råström – teknik (1977–1982)
- Lasse Petersson – ljud, manager (1978–1985)
- Leif Lindvall – trumpet (1977–1983)
- Loffe Sturesson – saxofon (1980–1984)
- Per-Olof Dahl – chaufför (1985–1989)
- Per-Åke Hultberg – ljus (1978–1981)
- Peter Carlsson – ljud (1985–1989)
- Ulf Åkesson – sång, trombon (1977–1985)
- Urban Wiborg – trombon (1978–1983)

## Diskografi
- Bileams Åsna - Cantio SLP550, 1982[5]

1. Vem (Winterquist/Pettersson)
2. Pernilla (Winterquist)
3. Planlös och tanklös (Almebäck)
4. Anonym (Öhlen)
5. Asfaltbarn (Åkesson/Sohlberg)
6. Sanning (Almebäck)
7. Vem bestämmer (Åkesson/Sohlberg)
8. Livets triumf (Kvissberg)
9. Ge inte upp (Trad/Almebäck)
10. Ett sätt att se (Öhlen)

- "Saab turbo" (singel) - Cantio CS010, 1983[6]

1. Saab turbo (Öhlen)
2. Lurad (Åkesson/Öhlen)

- Stjärnfall - Cantio SLP561, 1985[7]

1. Woodstock (Mitchell/Olsson)
2. Ego (Öhlen)
3. Monopol (Öhlen)
4. Boogie i tunnelbanan (Winterquist/Åkesson)
5. Vänd dej inte om (Öhlen)
6. Hemlängtan (Fagerström/Pettersson/Öhlen)
7. Hitta dej (Sturesson)
8. Om orden inte räcker till (Sturesson/Pettersson/Öhlen)
9. Allt och lite till (Winterquist/Olsson)
10. Livsalternativ (Pinders/Öhlen)

- "Hitta dig" (singel) - Cantio CS017, 1985

1. Hitta dig (Sturesson)
2. Hemlängtan (Fagerström/Pettersson/Öhlen)

- Bileams bästa - Linx Music LXD172, 2013[8]

1. Boogie i tunnelbanan (Winterquist/Åkesson)
2. Saab turbo (Öhlen)
3. Hemlängtan (Fagerström/Pettersson/Öhlen)
4. Hitta dej (Sturesson)
5. Asfaltbarn (Åkesson/Sohlberg)
6. Woodstock (Mitchell/Olsson)
7. Ego (Öhlen)
8. Monopol (Öhlen)
9. Pernilla (Winterquist)
10. Om orden inte räcker till (Sturesson/Pettersson/Öhlen)
11. Lurad (Åkesson/Öhlen)
12. Ge inte upp (Trad/Almebäck)
13. Livsalternativ (Pinders/Öhlen)
14. Som vi ser det (Åkesson)
15. Mist kontrollen (Almebäck)
16. Mr Pinkie (Åkesson)
17. En enda sekund (Sturesson)
18. Bäste vän (Holm)